# 주범망경 (보물 제894-1호)
주범망경(注梵網經)은 서울특별시 서대문구 (재)아단문고에 있는 불경이다. 1986년 11월 29일 대한민국의 보물 제894-1호로 지정되었다.

## 개요
범망경의 원래 명칭은 범망경노사나불설보살심지계품 또는 범망보살계경으로, 자기안에 있는 부처님의 성품을 계발하는 것을 목적으로 하는 불경이다. 10가지 무서운 죄와 48가지의 가벼운 죄를 참회하여 선을 기를 것을 가르치고 있다.
이 책은 후진(後秦)의 구마라습(鳩摩羅什)이 번역한 범망경에 혜인(惠因)이 해석을 단 것으로, 목판에 새긴 후 닥종이에 찍었다. 원래의 목판은 두루마리 형식으로 만들기 위해 24행씩 새겼었는데 이것을 12행씩 찍어내어 세로 27㎝, 가로 16㎝의 책으로 묶었다.
책의 첫머리에 1298년 원나라의 곽천석이 쓴 서문이 붙어 있는 것으로 보아 원나라의 판본을 입수해서 다시 찍은 것으로 보인다. 책 끝부분에 있던 간행 기록이 없어져 정확한 간행 연도는 알 수 없지만 고려시대에 새긴 것으로 보인다.

## 같이 보기
- 주범망경

## 참고 자료
- 주범망경 - 국가유산청 국가유산포털